# Фердінандо Ферфакс, 2-й лорд Ферфакс з Кемерона
Фердінандо Ферфакс, 2-й лорд Ферфакс з Кемерона (англ. Ferdinando Fairfax, 2nd Lord Fairfax of Cameron; 1584—1648) — англійський політик, пер і військовий офіцер, який засідав у Палаті громад у різні періоди між 1614 і 1648 роками. Він був командувачем парламентської армії під час громадянської війни в Англії. Його син Томас Ферфакс командував Армією нового зразка.

## Раннє життя

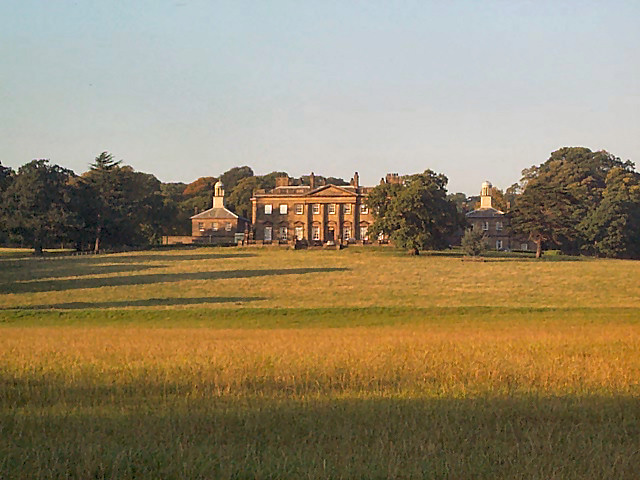
Дентон-Хол сьогодні

Він народився в Йоркширі, старший син Еллен Аск і Томаса Ферфакса, 1-го лорда Ферфакса Кемерона, якого Карл I у 1627 році зробив лордом Ферфаксом з Кемерона у титулі перів Шотландії. Отримав військову освіту в Нідерландах. Двома його братами були антиквари Генрі Ферфакс і Чарльз Ферфакс. Ще четверо братів загинули під час військової служби за кордоном. 

## Політична кар'єра
Фердінандо був членом англійського парламенту від округу Боробрідж під час шести каденцій з 1614 по 1629 роки, а також під час Короткого парламенту 1640 року. У травні 1640 року він змінив свого батька на посаді лорда Ферфакса, але, будучи шотландським пером, він засідав в англійській палаті громад як один із представників Йоркшира під час Довгого парламенту з 1640 року до своєї смерті. Його головною резиденцією був Дентон-Хол у Ворфедейлі, графство Йоркшир. 

## Військова служба
Під час першої єпископської війни Ферфакс командував полком у королівській армії; потім, коли почалася громадянська війна в Англії в 1642 році, він став командувачем парламентськими силами в Йоркширі. Його противником був герцог Ньюкасл. Військові дії почалися після відмови від договору про нейтралітет, укладеного Ферфаксом з роялістами. Спочатку Ферфакс не мав успіху. Його витіснили з Йорка до Селбі; потім у 1643 році до Лідса; і після відбиття атаки в цьому місці він зазнав серйозної поразки 30 червня 1643 року в битві при Адвалтон-Мурі. Він втік до Галла, який успішно захищав від Ньюкасла з 2 вересня до 11 жовтня 1643 року, і за допомогою блискучої вилазки добився зняття облоги. Ферфакс здобув перемогу під Селбі 11 квітня 1644 року і, приєднавшись до шотландців, обложив Йорк, після чого брав участь у битві при Марстон-Мурі (2 липня 1644 року), де командував піхотою і був розгромлений. Згодом, у липні 1644 року, його призначили губернатором Йорка. У грудні 1644 року він захопив місто Понтефракт, але не зміг захистити замок. 

## Подальше життя
Ферфакс склав повноваження після прийняття Указу про самозречення, але залишився членом Урядового комітету Йоркшира і 24 липня 1645 року був призначений управителем маєтку Понтефракт. Він помер 14 березня 1648 року від гангрени стопи, яку спричинив нещасний випадок Похований у церкві Всіх Святих, у селі Болтон-Персі (Йоркшир). 

## Шлюби та нащадки
Ферфакс був одружений двічі. Від своєї першої дружини, Мері Шеффілд, дочки Едмунда Шеффілда, 3-го барона Шеффілда (пізніше 1-го графа Малгрейва), він мав шість дочок і двох синів: Томаса Ферфакса, який змінив його як третій лорд Ферфакс, і Чарльза, полковника кавалерії, якого було вбито під Марстон-Муром. 
Він одружився з вдовою Родою Чапмен у жовтні 1646 року. У них була одна дитина, дочка Урсула.